# 生田乃木次
生田 乃木次（いくた のぎじ、1905年（明治38年）2月3日 - 2002年（平成14年）2月22日）は、日本海軍士官・戦闘機操縦士。福井県出身。日本軍のパイロットとして初めて敵機を撃墜した人物である。

## 経歴
1905年（明治38年）2月3日福井県に生まれた。「日露戦争で活躍した乃木将軍に続け」という意味で乃木次と命名された。1924年海軍兵学校52期卒業、1929年19期飛行学生修了。
1931年空母「加賀」に戦闘機隊分隊長として乗組み。1932年1月第一次上海事変勃発に伴い「加賀」は上海沖に出動、飛行隊は公大基地に進出した。2月22日、生田は三式艦上戦闘機の小隊3機を率い、艦攻隊3機とともに出撃、蘇州上空において、アメリカ人義勇兵のロバート・ショートの操縦するボーイング218と交戦し、撃墜した。これは日本の陸海軍を通じて初の空戦による撃墜であった。この戦果は日本国内で大きく報道され、生田は一躍時代の英雄となった。この時まだ子役であった森光子からもファンレターを受け取っている。
しかしその後、生田は芸者出身の女性との婚姻許可を海軍に届出するが受理されず憤慨。また英雄扱いされた反動で海軍内部の冷やかな扱いや、腰を痛めていた事もあり、東郷平八郎にも諭されるが、1932年12月15日付で予備役に編入され海軍を退官した。退官後は、大西瀧治郎の計らいで逓信省航空局の航空官として航空行政に携わった。1942年再招集されたが、軍籍のまま航空官として務め、終戦時には少佐に進級している。
戦後は魚屋となり、その後千葉県船橋市に保育園「社会福祉法人 あけぼの福祉会」を開設。「すべては愛」をモットーに幼児教育に努めた。生田は園生から「お父さま先生」と呼ばれて慕われていた。1953年（昭和28年）の第3回参議院議員通常選挙に改進党公認候補として全国区で出馬、落選した。
2002年2月22日、心不全により死去。この日はロバート・ショート撃墜からちょうど70年目の日であった。告別式には卒園生が多数参列した。